# Rongelap

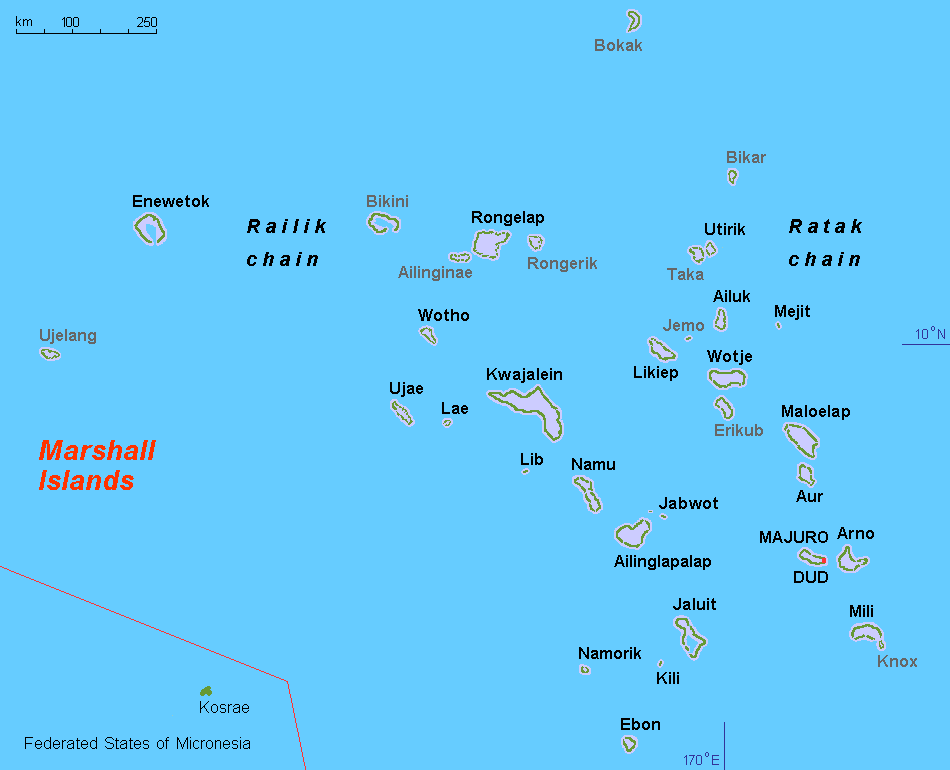
Marshallöarna, Rongelap i mitten

Rongelap även Ronglap (Marshallesiska RoÏlap) är en atoll bland Raliköarna i norra Stilla havet och tillhör Marshallöarna.

## Geografi
Rongelap ligger ca 650 km nordväst om huvudön Majuro.  
Atollen är en korallatoll och har en total areal om ca 1012, 2 km² med en landmassa på ca 7,95 km² och en lagun på ca 1004,32 km² (1). Atollen är den näst största bland Marshallöarna och består av ca 61 öar och den högsta höjden är på endast 11 m ö.h.. De större öarna är:
- Rongelap, huvudön, i den södra delen
- Arbar, i den södra delen
- Enlaetok, i den central delen
- Kabelle, i den norra delen
- Lomullal, i den norra delen
- Mellu, i den central delen
- Naen, i den norra delen
- Tufa, i den södra delen

Befolkningen uppgår fn till ca 20 invånare. Förvaltningsmässigt utgör atollen en egen "municipality" (kommun). Öns flygplats Rongelap Airport (flygplatskod "RNP") har kapacitet för lokalt flyg.

## Historia
Raliköarna har troligen bebotts av mikronesier sedan cirka 1000 f.Kr. och några öar upptäcktes redan 1526 av spanske kaptenen Alonso de Salazar.
Rongelap upptäcktes den 3 september 1767 av brittiske kapten Samuel Wallis och besöktes den 7 oktober 1825 av den ryske upptäcktsresanden Otto von Kotzebue. Öarna hamnade senare under spansk överhöghet.
Neuguinea-Compagnie, ett tyskt handelsbolag, etablerades sig på Raliköarna kring 1859 och den 22 oktober 1885 köpte Kejsardömet Tyskland hela Marshallöarna av Spanien. Bolaget förvaltade öarna fram till den 13 september 1886 då området först blev ett tyskt protektorat och 1906 blev del i Tyska Nya Guinea.
Under första världskriget ockuperades området i oktober 1914 av Japan som i december 1920 även erhöll ett förvaltningsmandat - det Japanska Stillahavsmandatet - över området av Nationernas förbund efter Versaillesfreden 1919.
Under andra världskriget användes ögruppen som militärbas av Japan tills USA erövrade området våren 1944. Därefter hamnade ögruppen under amerikansk överhöghet. 1947 utsågs Marshallöarna tillsammans med hela Karolinerna till "Trust Territory of the Pacific Islands" av Förenta nationerna och förvaltades av USA fram till landets autonomi 1979.
Den 1 mars 1954 drabbades Rongelap, Ailinginae, Rongrik och Utirik av radioaktivt nedfall efter en provsprängning på Bikiniatollen ca 160 km mot nordväst och befolkningen evakuerades till Ebeyeön i Kwajaleinatollen. I februari 1957 återvände befolkningen där de stannade tills en ny evakuering påbörjades 1985 denna gång till Mejattoön i Kwajaleinatollen.
I september 1996 undertecknades ett avtal med US Department of the Interior (USA:s inrikesdepartement) som lovade 45 miljoner USD i stöd till insatser för att möjliggöra att befolkningen kan återvända till Rongelap. 